# Sankt Johannes Kirke (Aarhus)
 For alternative betydninger, se Sankt Johannes Kirke. (Se også artikler, som begynder med Sankt Johannes Kirke)
Skt. Johannes Kirke er en kirke på den nordvestlige del af Trøjborg i Aarhus, beliggende mellem Århus Kommunehospital og Nordre Kirkegård: Den er tegnet af Kongelig bygningsinspektør Hack Kampmann, og blev indviet i 1905 som den fjerde kirke i Aarhus. Kirken har et orgel fra Marcussen & Søn fra 1979 med 36 stemmer. Kirkeruderne er udsmykket af Arne Haugen Sørensen.

## Eksterne kilder og henvisninger
- Om kirken Arkiveret 3. november 2012 hos  Wayback Machine
- Om kirken på  korttilkirken.dk
- Sankt Johannes Kirke i bogværket Danmarks Kirker (udg. af Nationalmuseet)

- Wikimedia Commons har flere filer relateret til Sankt Johannes Kirke (Aarhus)